# カンダハール

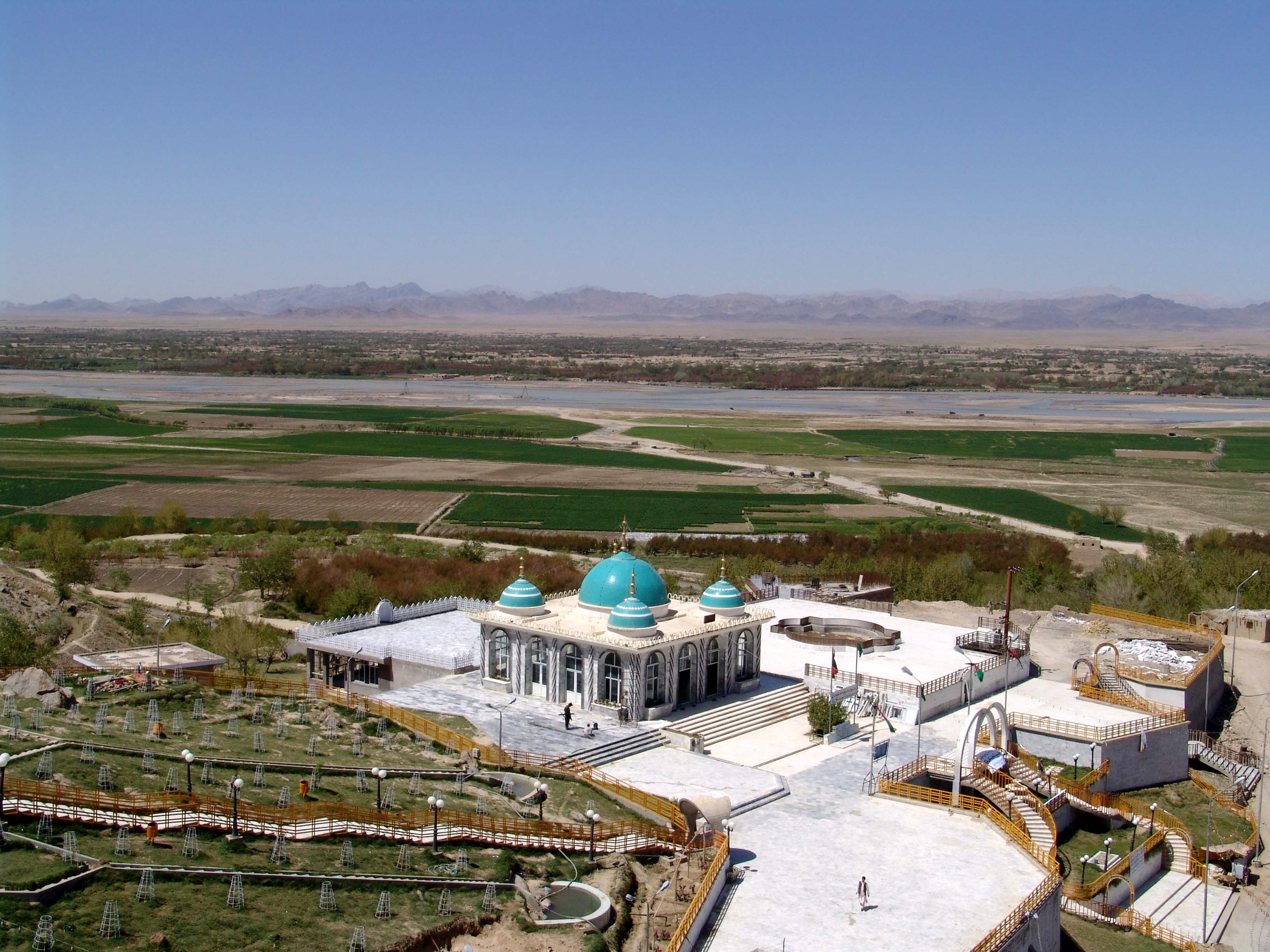
カンダハールのババ・ワリ廟

- カンダハール
- カンダハル

カンダハール（ダリー語: قندهار, ラテン文字転写: Qandahār, 英: Kandahar）は、アフガニスタンの都市。アルガンダブ川渓谷に位置する同国南部の主要都市でカンダハール州の州都。人口は450,300人 (2006年の公式推計)で、カーブルに次いでアフガニスタン第2の都市である。標高は海抜1,005 m、31°37′N 65°43′E。
アフガニスタンの最大民族パシュトゥーン人の居住地域にあり、パキスタンのペシャーワルと並ぶパシュトゥーン人の主要都市。アジアハイウェイの路線上にあり、北はウルーズガーン州のタリンコート、東はガズニーを経てカーブルに通じ、西はヘラート・ファラーを経てイランのホラーサーン地方および中央アジアに至る。南に進めば国境を越えてパキスタン領バローチスタンのクエッタに至り、インダス川下流域の大平原からインド亜大陸へと通ずる交通の要衝で、国際空港もある。
羊、羊毛、綿花、絹、フェルト、穀物、果物、ドライフルーツ、タバコの主要な交易センターである。周辺地域はザクロとブドウをはじめ質の良い果物を産出し、市内には多くの果物加工工場が稼働している。
カンダハールの名前は、前4世紀の征服者アレクサンドロス（Alexandoros）の「xandoros」の部分が転訛したとの説があるが、カンダハールの東方、カーブルのさらに東にある仏教文化の本場ガンダーラの転訛とする説もある。1748年にアフマド・シャー・ドゥッラーニーが建国したドゥッラーニー朝の首都であった。カンダハルとも表記される。

## 歴史

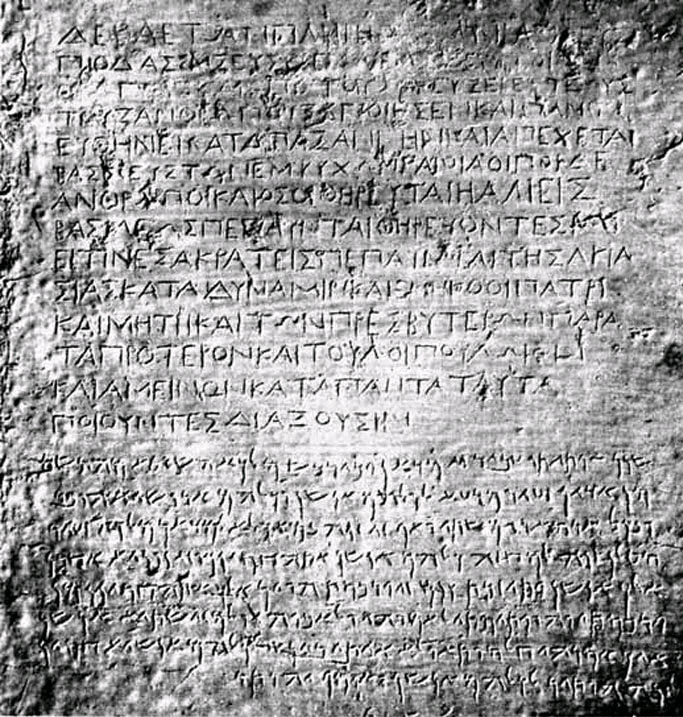
アショーカ王碑文の一つカンダハル碑文

カンダハールの地には先史時代から多くの人々が住みつき、インド・イラン・中央アジアをつなぐ交易の拠点となっていたことが知られる。
紀元前6世紀頃にはアケメネス朝の支配下に入り、ペルシア帝国の属州アラコシアとなった。
現在に繋がるカンダハールの町は、紀元前4世紀、アケメネス朝を滅ぼしたマケドニア王国のアレクサンドロス大王がギリシャ語でアラコシア地方と呼ばれたこの地域の主邑として、既に数千年前からの集落があったカンダハールの地に築いたギリシャ都市アレクサンドリア・アラコシアに遡る。同じ世紀の末（紀元前305年）にはアレクサンドロスの帝国を引き継いだセレウコス朝からマウリヤ朝のチャンドラグプタに割譲され、孫のアショーカ王（在位紀元前268〜前232年）はこの地に法勅碑文を刻ませた。丘陵の岩壁にギリシア語とアラム語で刻まれており、小磨崖法勅と呼ばれるカンダハール第一法勅である。第二法勅（ギリシア語碑文）、第三法勅（アラム語碑文）も1963年に発見されている。
インドの王国の支配下に入ってインド文明の影響を受け、仏教が信仰されるようになった。その後もクシャーナ朝やサーサーン朝の統治のもとで仏教文化が栄えたが、7世紀にアラブ人による征服を受け、ムスリム（イスラム教徒）の支配下に入った。
9世紀から12世紀にかけて、カンダハールはサッファール朝、ガズナ朝、ゴール朝などのイラン・アフガニスタン方面に勃興したイスラム王朝の支配を相次いで受け、イスラム都市となっていった。ゴール朝の滅亡後まもない1222年にはチンギス・ハーンによって征服され、モンゴル帝国の版図に加えられる。1383年には今度はティムールの征服を受け、アフガニスタン南部からバローチスターン北部（クエッタ周辺）を支配するティムール朝の地方政権が栄えた。
16世紀初頭に中央アジアから南下してきたティムール朝の王子バーブルがカーブルを本拠地とする政権を樹立するとカンダハールもその支配下に加えられ、バーブルの興したムガル帝国の一部となった。バーブルが死ぬと、カーブルを継承した次男カームラーンの支配下に入り、インドを支配する長男フマーユーンとの間で争奪され、これに西のイランを支配するサファヴィー朝が介入した。
ムガル帝国を再統一したフマーユーンの子アクバル以来、カンダハールはムガル帝国とサファヴィー朝の間で激しい争奪戦が繰り広げられる最前線となり、1558年にサファヴィー朝のタフマースブ1世が奪取したが、1594年にアクバルが奪還した。1621年になってサファヴィー朝のアッバース1世がカンダハールを占領したが、1638年にはカンダハール総督のアリー・マルダーン・ハーンがサファヴィー朝に反逆してムガル帝国に下り、再度ムガル帝国の統治下に入った。これをサファヴィー朝が1649年に軍事力によって奪回し、その後幾度かムガル帝国の軍を撃破してサファヴィー朝の支配が続く。
18世紀初頭、サファヴィー朝の支配力の衰退が著しくなると、この地方に居住するパシュトゥーン人ギルザイ部族の雄族ホータク族の族長、ミール・ワイス・ハーン・ホータキーがカンダハールを拠点としてサファヴィー朝から自立した（カンダハール王国）。ミール・ワイスの子マフムードは1722年にサファヴィー朝の都イスファハーンを攻略、イランの大部分を支配するに至り、イランのシャー（王）を名乗った。しかし、このギルザイ部族を中心にしたアフガーン人の軍事政権は、サファヴィー朝に代わってシャーに即位したアフシャール朝のナーディル・シャーによって1738年に打ち破られ、カンダハールは徹底的に破壊された。これによりアレクサンドロス以来のカンダハール (旧城)は放棄される。
1747年にナーディル・シャーが暗殺されるとアフシャール朝の勢力は後退し、かわってナーディルに仕えていたパシュトゥーン人の将軍アフマド・シャー・ドゥッラーニーがこの地方の支配権を握った。アフマド・シャーは、放棄されたカンダハール旧市から東に5km離れた位置に新たな城塞都市を築き、自らが樹立したドゥッラーニー朝の首都に定めた。新カンダハール市は、18世紀末にカーブルに移るまでドゥッラーニー朝の首都として使われた。
アフガニスタンがイギリス領インドと境を接するようになると、カンダハールはインドと容易に往来できる位置にあることから1838年から1842年と1879年から1881年には二度に渡ったアフガン戦争の戦場となり（カンダハールの戦い）、いずれも緒戦でクエッタから侵攻して来たイギリス軍によって占領された。
アフガニスタン紛争では激しい戦闘の末、ソ連軍の支配下に置かれた。カンダハール空港も10年間にわたりソ連軍の手に渡った。ソ連軍が撤退し、ナジーブッラー政権が崩壊するとパシュトゥーン人の軍閥指導者グル・アーガー・シェールザイーが掌握するところとなった。アフガニスタン内戦では1994年8月にターリバーン最初期の占領地となり、ターリバーンの勢力拡大の物心両面の本拠として重要な地位を占める。ターリバーンがアフガニスタン・イスラム首長国（ターリバーン政権）を建国した際には、カンダハールには国家元首(首長/アミールル・ムーミニーン)であるムハンマド・オマルが常住するとともに、政権の最高指導機関である最高評議会が設置された。首都カーブルには政府機関が所在していたが、それらもカンダハールのオマルの承認なしにはいかなる政策も実行することができず、カンダハールはアフガニスタン・イスラム首長国の事実上の首都の感を呈した。1999年12月にはカトマンズ発デリー行きのインド航空814便がイスラム過激派のハラカトゥル・ムジャーヒディーンによってハイジャックされ、ターリバーン統治下のカンダハルに着陸させられる事件が発生した。
2001年のアメリカのアフガニスタン侵攻では10月からペルシア湾に展開するアメリカ海軍の艦艇から巡航ミサイルの攻撃を受けた。北部同盟の大攻勢で首都カーブルが失われた後もカンダハールはターリバーン側の最後の拠点となり、12月6日の明け渡しまで激しい攻防戦が繰り広げられた。ターリバーンの撤退後、ターリバーンの残党による小規模な武力集団が周辺地域に広く展開した。ターリバーンに代わって、かつて同地域を支配したグル・アーガー・シェールザイーがカンダハール州を掌握したが、タリバンの台頭を許した腐敗の温床が再現されることがかえって懸念されたが、アメリカに支援を受けた政権が長らくカンダハール市を完全に掌握していた。

しかし、2021年のアメリカ軍の撤退決定を契機にターリバーンが全国各地で攻勢を強め、カンダハールでも同年5月に入ると政府軍とターリバーンの戦闘が連日続くようになった。やがて政府軍の力が弱まると（2021年ターリバーン攻勢 参照）、ターリバーンは同年8月13日までに市内を制圧。8月15日に政権が崩壊すると、8月17日にはターリバーンの創設者で副指導者であるアブドゥル・ガニ・バラダルがカタールからカンダハール入った。
同年9月1日には、ターリバーンが鹵獲した車両やヘリコプターを使用して軍事パレードを行った。ターリバーンのお膝元ではあるが市内の治安は安定せず、同年10月15日には、金曜礼拝中のモスクで自爆テロが発生して41人以上が死亡した。

## 気候
砂漠気候（BSh）に属する。
| カンダハール (1964–1983)の気候 | カンダハール (1964–1983)の気候 | カンダハール (1964–1983)の気候 | カンダハール (1964–1983)の気候 | カンダハール (1964–1983)の気候 | カンダハール (1964–1983)の気候 | カンダハール (1964–1983)の気候 | カンダハール (1964–1983)の気候 | カンダハール (1964–1983)の気候 | カンダハール (1964–1983)の気候 | カンダハール (1964–1983)の気候 | カンダハール (1964–1983)の気候 | カンダハール (1964–1983)の気候 | カンダハール (1964–1983)の気候 |
| 月                             | 1月                            | 2月                            | 3月                            | 4月                            | 5月                            | 6月                            | 7月                            | 8月                            | 9月                            | 10月                           | 11月                           | 12月                           | 年                             |
| ------------------------------ | ------------------------------ | ------------------------------ | ------------------------------ | ------------------------------ | ------------------------------ | ------------------------------ | ------------------------------ | ------------------------------ | ------------------------------ | ------------------------------ | ------------------------------ | ------------------------------ | ------------------------------ |
| 平均最高気温 °C （°F）         | 12.2 (54)                      | 14.8 (58.6)                    | 21.6 (70.9)                    | 28.1 (82.6)                    | 34.1 (93.4)                    | 39.1 (102.4)                   | 40.2 (104.4)                   | 38.2 (100.8)                   | 34.0 (93.2)                    | 27.5 (81.5)                    | 21.0 (69.8)                    | 15.4 (59.7)                    | 27.2 (81)                      |
| 平均最低気温 °C （°F）         | 0.0 (32)                       | 2.4 (36.3)                     | 7.1 (44.8)                     | 12.3 (54.1)                    | 15.8 (60.4)                    | 19.5 (67.1)                    | 22.5 (72.5)                    | 20.0 (68)                      | 13.5 (56.3)                    | 8.5 (47.3)                     | 3.3 (37.9)                     | 1.0 (33.8)                     | 10.5 (50.9)                    |
| 降水量 mm （inch）             | 54.0 (2.126)                   | 42.0 (1.654)                   | 41.1 (1.618)                   | 18.7 (0.736)                   | 2.2 (0.087)                    | 0 (0)                          | 2.3 (0.091)                    | 1.0 (0.039)                    | 0 (0)                          | 2.3 (0.091)                    | 7.0 (0.276)                    | 20.0 (0.787)                   | 190.6 (7.505)                  |
| 平均降水日数                   | 6                              | 6                              | 6                              | 4                              | 1                              | 0                              | 0                              | 0                              | 0                              | 1                              | 2                              | 3                              | 29                             |
| 平均月間日照時間               | 198.4                          | 183.6                          | 235.6                          | 255.0                          | 347.2                          | 369.0                          | 341.0                          | 337.9                          | 324.0                          | 306.9                          | 264.0                          | 217.0                          | 3,379.6                        |
| 出典：HKO                      |                                |                                |                                |                                |                                |                                |                                |                                |                                |                                |                                |                                |                                |

## 社会資本

### 輸送
カンダハール国際空港は、2001年後半からNATO軍による兵士と物資の輸送に利用されているが、この間に補修が進み、2006年から民間の利用が再開された。市内と空港間の移動には公営バスかタクシーの利用が一般的である。周辺道路の改善にともない自家用車の利用も増加している。

### 通信
携帯電話の利用が急速に進んでいる。

### 再建と開発計画
カンダハールは、アフガニスタンの他地域と同様に現在、戦災からの復興の途上にある。カンダハールからカブールへの幹線道路の補修は完了したが、周辺道路は未だ整備中である。飲料水を供給する上水道と電力供給システムは稼働しており、供給地域を拡大中である。20,000戸の住宅と、それにともなう上下水道、学校などの建設が進められている。パキスタンのチャマンから鉄道を延長する計画も進行中である。

### 市内名所
市内で最大の名所は、今日「アフマド・シャー・ババ（国父）」の尊称で知られるアフマド・シャー・ドゥッラーニーの廟である。旧市街はアフマド・シャーの都市計画により整然と築かれ、4つの主要なバザールの通りは旧市街の中心チャハール・スークで合流している。カーブル・バザールから入った場合には左手に、ムハンマドの遺髪を納めたモスクがある。郊外のアルガンダブ川沿いにあるババ・ワリ廟の高台は、ザクロの林に囲まれた遠足に人気の場所である。高台の喫茶店からのアルガンダブ川渓谷の眺望が素晴らしい。